# Maria von Großbritannien, Irland und Hannover (1776–1857)

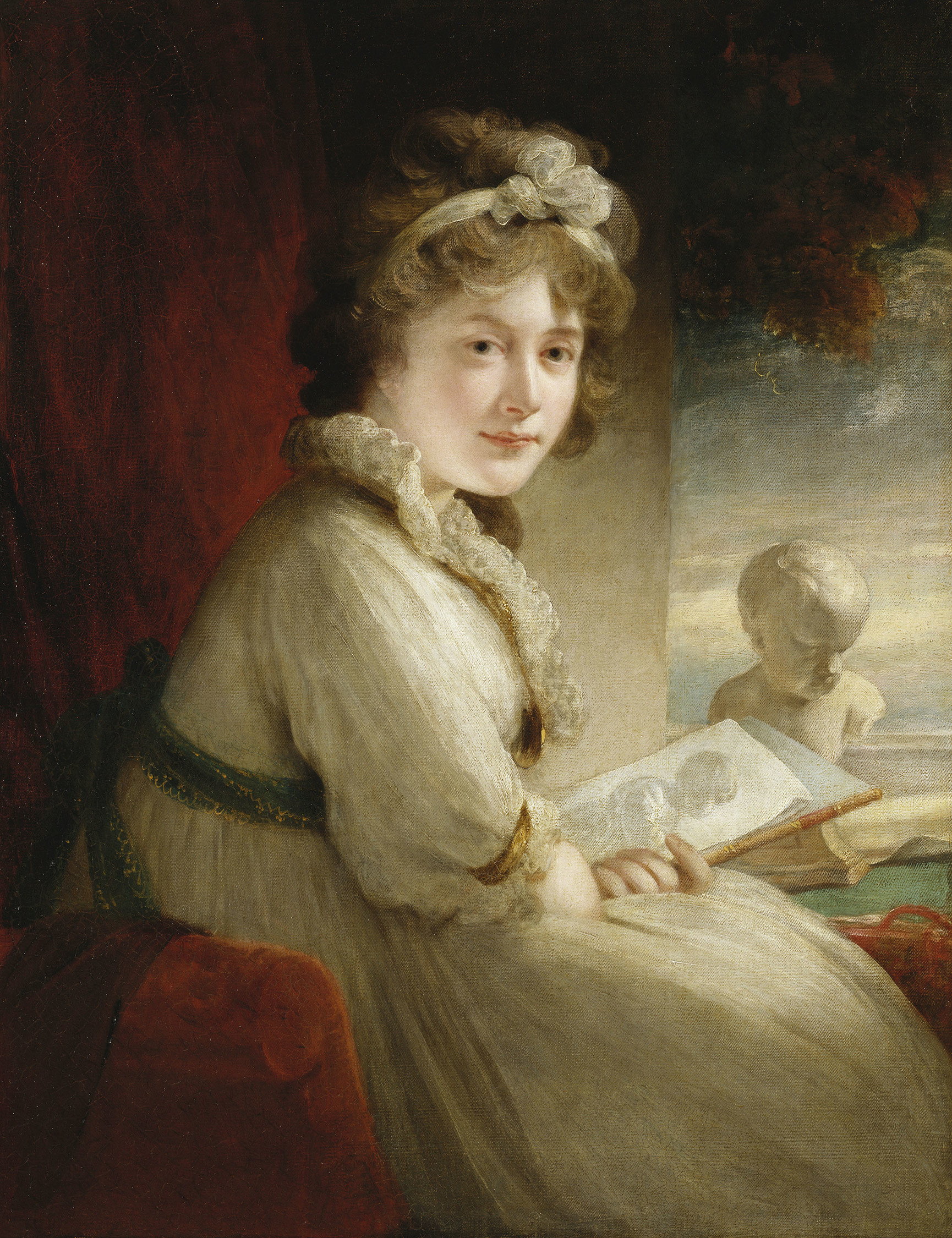
Sir William Beechey: Maria von Großbritannien, Irland und Hannover, Öl auf Leinwand, 1797

Maria von Großbritannien, Irland und Hannover (* 25. April 1776 im Buckingham Palace, London; † 30. April 1857 im Gloucester House, London) war eine britische Prinzessin und Mitglied der britischen Königsfamilie aus dem Haus Hannover.

## Frühe Jahre

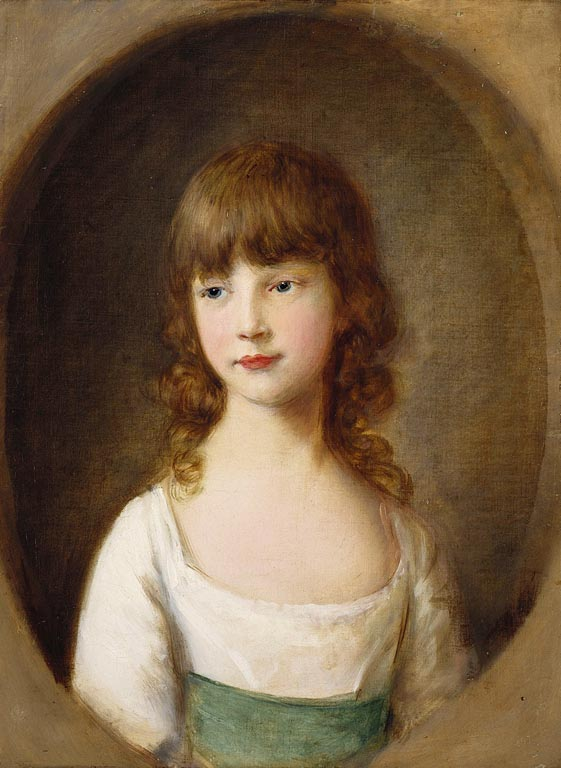
Thomas Gainsborough: Prinzessin Maria im Alter von sechs Jahren, 1782

Maria war das elfte Kind und vierte von sechs Töchtern des britischen Königs Georg III. (1738–1820) und dessen Gattin Prinzessin Sophie Charlotte von Mecklenburg-Strelitz (1744–1818), Tochter des Prinzen Karl zu Mecklenburg und Prinzessin Elisabeth Albertine von Sachsen-Hildburghausen.
Prinzessin Maria wurde am 19. Mai 1776 in der Großen Ratskammer des St James’s Palace von Frederick Cornwallis, dem späteren Erzbischof von Canterbury, getauft. Ihre Taufpaten waren Landgraf  Friedrich von Hessen-Kassel, Prinzessin Charlotte von Sachsen-Meiningen und Prinzessin Friederike Caroline Luise von Hessen-Darmstadt. 

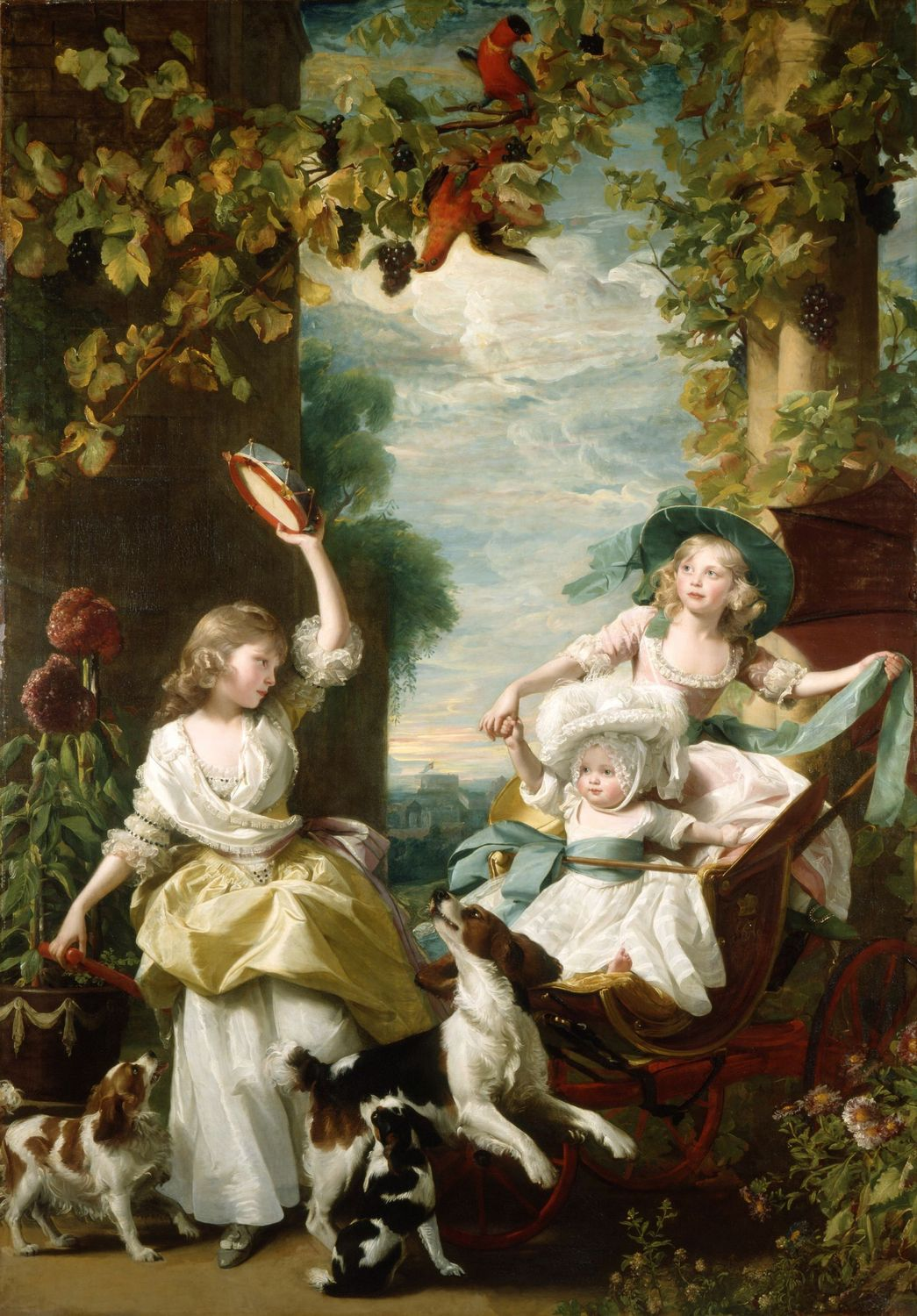
John Singleton Copley: Prinzessin Maria im Alter von neun Jahren (links) mit ihren Schwestern Amelia und Sophia, 1785

Maria galt als die hübscheste Tochter von König Georg III. Sie wuchs zusammen mit ihren jüngeren Schwestern Sophia und Amelia in Windsor Castle auf. Zu ihrem älteren Bruder und späteren König Georg IV. hatte sie ein besonders herzliches Verhältnis. Einen ihrer ersten öffentlichen Auftritte hatte sie im Alter von 16 Jahren auf dem Geburtstag ihres Vaters, als sie Menuett tanzte. Im Frühjahr 1792 debütierte sie offiziell am königlichen Hof.
Um 1796 verliebte sich Maria in ihren Cousin zweiten Grades Friedrich von Oranien-Nassau (1774–1799), den zweiten Sohn des Erbstatthalters Wilhelm V. der Niederlande und der Prinzessin Friederike Sophie Wilhelmine von Preußen, als seine Familie im Londoner Exil lebte. Es kam jedoch zu keiner Heirat, da er 1799 in Padua an einer Infektionskrankheit starb und König Georg III. seine ältesten Töchter zuerst verheiratet sehen wollte.
Sie wurde die ständige Begleiterin ihrer jüngsten Schwester Amelia, zu der sie eine innige Beziehung hatte. Amelia nannte sie immer scherzhaft "Mama's Tool" (Mamas Werkzeug) wegen ihres gehorsamen Wesens. Als Amelia 1810 sehr erkrankte, war es Maria, die sie hingebungsvoll pflegte und an ihrem Bett wachte. Amelias Tod ließ Maria für viele Jahre in tiefe Trauer verfallen.

## Heirat

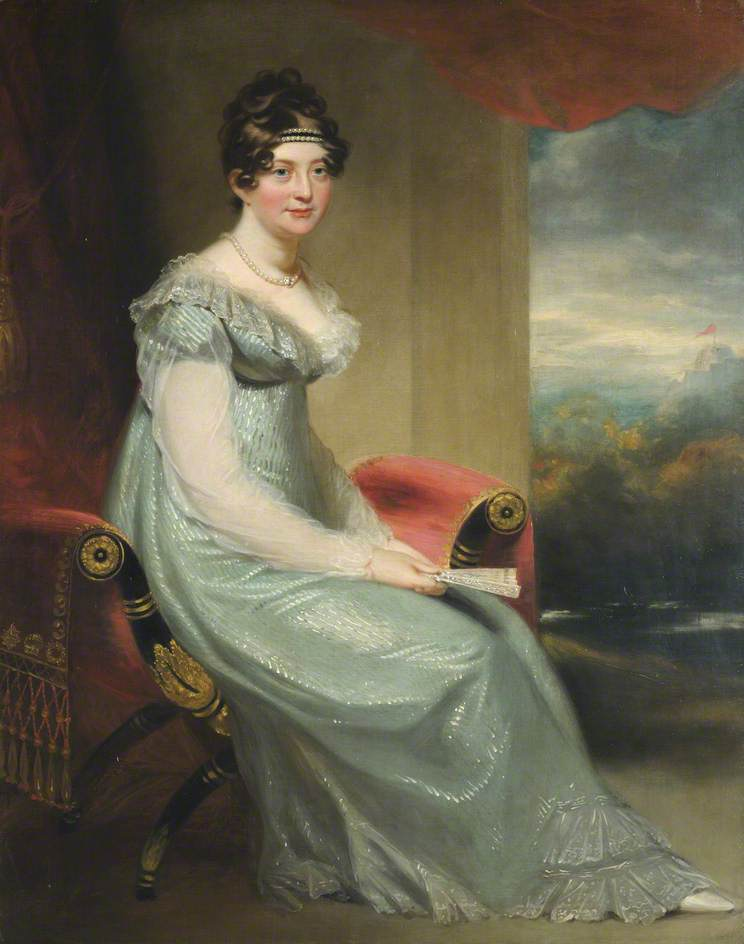
William Beechey: Prinzessin Maria, Duchess of Gloucester and Edinburgh

Am 22. Juli 1816 heiratete Maria im Alter von 40 Jahren in der Chapel Royal im St James’s Palace ihren gleichaltrigen Cousin ersten Grades William Frederick, 2. Duke of Gloucester and Edinburgh (1776–1834), den einzigen Sohn von William Henry, 1. Duke of Gloucester and Edinburgh (1743–1805) und dessen Frau Maria Walpole (1736–1807). Die harmonische Ehe blieb kinderlos. Durch ihre Kinderlosigkeit entwickelte sie ein besonderes Verhältnis zu ihrer Nichte und späteren Königin, Alexandrina Victoria (1819–1901), dem einzigen Kind ihres älteren Bruders Edward Augustus, Duke of Kent and Strathearn. Nach dem Tod ihres Mannes zog sie von Bagshot Park in die White Lodge im Richmond Park.

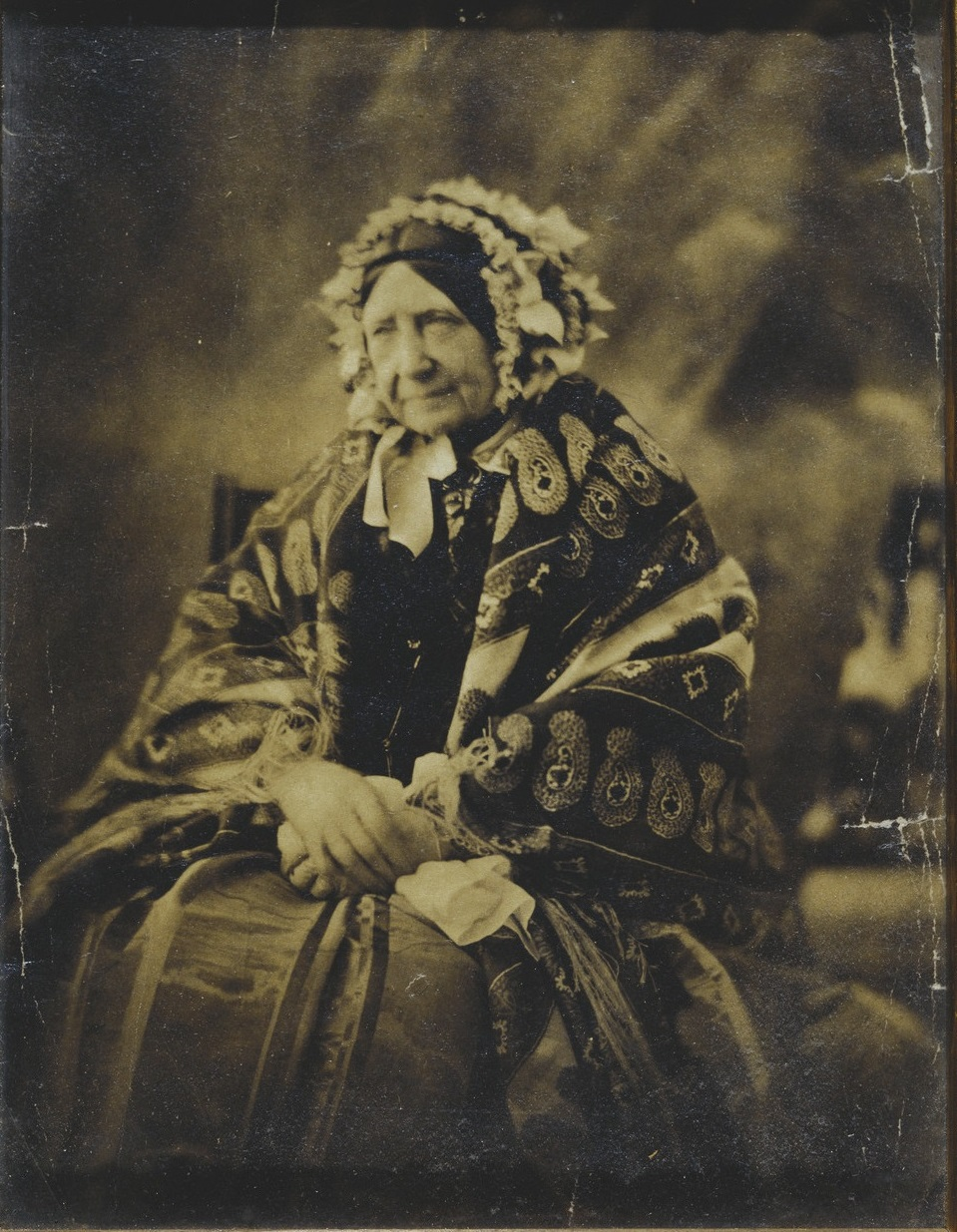
Maria von Großbritannien, Irland und Hannover, Daguerreotypie von Antoine Claudet

Maria verspürte eine tiefe Abneigung gegen Caroline von Braunschweig-Wolfenbüttel, die Ehefrau ihres Bruders Georg. Als diese wegen ihrer unglücklichen Ehe nach Italien flüchtete, gratulierte Maria ihrem Bruder: "auf eine gute Aussicht auf Befreiung. Möge der Himmel dafür sorgen, dass sie nie wieder zurückkehrt und wir sie vielleicht nie wieder sehen."

Wappen von Prinzessin Maria

Im Jahre 1857 starb Maria, Herzogin von Gloucester and Edinburgh, im Gloucester House, Piccadilly, London. Sie wurde in der St George’s Chapel auf Windsor Castle bestattet.

## Name in verschiedenen Lebensphasen
- 1776–1816 Ihre Königliche Hoheit Prinzessin Maria (englisch Her Royal Highness The Princess Mary)
- 1816–1857 Ihre Königliche Hoheit Maria, Herzogin von Gloucester and Edinburgh (englisch Her Royal Highness The Duchess of Gloucester and Edinburgh)

## Ahnentafel
| Ahnentafel Maria von Großbritannien | Ahnentafel Maria von Großbritannien                                                       | Ahnentafel Maria von Großbritannien                                                                            | Ahnentafel Maria von Großbritannien                                                                                     | Ahnentafel Maria von Großbritannien                                                                                 | Ahnentafel Maria von Großbritannien                                                                                     | Ahnentafel Maria von Großbritannien                                                                                          | Ahnentafel Maria von Großbritannien                                                                                    | Ahnentafel Maria von Großbritannien                                                                                    |
| ----------------------------------- | ----------------------------------------------------------------------------------------- | --- | --- | --- | --- | --- | --- | --- |
| Urur- groß- eltern                  | König Georg I. (1660–1727) ⚭ 1682 Sophie Dorothea von Braunschweig-Lüneburg (1666–1726)   | Markgraf Johann Friedrich von Brandenburg-Ansbach (1654–1686) ⚭ 1681 Eleonore von Sachsen-Eisenach (1662–1696) | Herzog Friedrich I. von Sachsen-Gotha-Altenburg (1646–1691) ⚭ 1669 Magdalena Sibylle von Sachsen-Weißenfels (1648–1681) | Fürst Karl Wilhelm von Anhalt-Zerbst (1652–1718) ⚭ 1676 Sophia von Sachsen-Weißenfels (1654–1724)                   | Herzog Adolf Friedrich I. von Mecklenburg (1588–1658) ⚭ 1635 Marie Katharina von Braunschweig-Dannenberg (1616–1665)    | Fürst Christian Wilhelm von Schwarzburg-Sondershausen (1647–1721) ⚭ 1673 Antonie Sibylle von Barby und Mühlingen (1641–1684) | Herzog Ernst von Sachsen-Hildburghausen (1655–1715) ⚭ 1680 Sophia Henriette von Waldeck (1662–1702)                    | Graf Georg Ludwig I. von Erbach-Erbach (1643–1693) ⚭ 1664 Gräfin Amalia Katharina von Waldeck-Eisenberg (1640–1697)    |
| Ur- groß- eltern                    | König Georg II. (1683–1760) ⚭ 1705 Caroline von Brandenburg-Ansbach (1683–1737)           | König Georg II. (1683–1760) ⚭ 1705 Caroline von Brandenburg-Ansbach (1683–1737)                                | Herzog Friedrich II. von Sachsen-Gotha-Altenburg (1676–1732) ⚭ 1696 Magdalena Augusta von Anhalt-Zerbst (1679–1740)     | Herzog Friedrich II. von Sachsen-Gotha-Altenburg (1676–1732) ⚭ 1696 Magdalena Augusta von Anhalt-Zerbst (1679–1740) | Herzog Adolf Friedrich II. von Mecklenburg-Strelitz (1658–1708) ⚭ 1705 Emilie von Schwarzburg-Sondershausen (1681–1751) | Herzog Adolf Friedrich II. von Mecklenburg-Strelitz (1658–1708) ⚭ 1705 Emilie von Schwarzburg-Sondershausen (1681–1751)      | Herzog Ernst Friedrich I. von Sachsen-Hildburghausen (1681–1724) ⚭ 1704 Sophia Albertine von Erbach-Erbach (1683–1742) | Herzog Ernst Friedrich I. von Sachsen-Hildburghausen (1681–1724) ⚭ 1704 Sophia Albertine von Erbach-Erbach (1683–1742) |
| Groß- eltern                        | Prinz Friedrich Ludwig (1707–1751) ⚭ 1736 Augusta von Sachsen-Gotha-Altenburg (1719–1772) | Prinz Friedrich Ludwig (1707–1751) ⚭ 1736 Augusta von Sachsen-Gotha-Altenburg (1719–1772)                      | Prinz Friedrich Ludwig (1707–1751) ⚭ 1736 Augusta von Sachsen-Gotha-Altenburg (1719–1772)                               | Prinz Friedrich Ludwig (1707–1751) ⚭ 1736 Augusta von Sachsen-Gotha-Altenburg (1719–1772)                           | Herzog Karl zu Mecklenburg (1708–1752) ⚭ 1735 Elisabeth Albertine von Sachsen-Hildburghausen (1713–1761)                | Herzog Karl zu Mecklenburg (1708–1752) ⚭ 1735 Elisabeth Albertine von Sachsen-Hildburghausen (1713–1761)                     | Herzog Karl zu Mecklenburg (1708–1752) ⚭ 1735 Elisabeth Albertine von Sachsen-Hildburghausen (1713–1761)               | Herzog Karl zu Mecklenburg (1708–1752) ⚭ 1735 Elisabeth Albertine von Sachsen-Hildburghausen (1713–1761)               |
| Eltern                              | König Georg III. (1738–1820) ⚭ 1761 Sophie Charlotte von Mecklenburg-Strelitz (1744–1818) | König Georg III. (1738–1820) ⚭ 1761 Sophie Charlotte von Mecklenburg-Strelitz (1744–1818)                      | König Georg III. (1738–1820) ⚭ 1761 Sophie Charlotte von Mecklenburg-Strelitz (1744–1818)                               | König Georg III. (1738–1820) ⚭ 1761 Sophie Charlotte von Mecklenburg-Strelitz (1744–1818)                           | König Georg III. (1738–1820) ⚭ 1761 Sophie Charlotte von Mecklenburg-Strelitz (1744–1818)                               | König Georg III. (1738–1820) ⚭ 1761 Sophie Charlotte von Mecklenburg-Strelitz (1744–1818)                                    | König Georg III. (1738–1820) ⚭ 1761 Sophie Charlotte von Mecklenburg-Strelitz (1744–1818)                              | König Georg III. (1738–1820) ⚭ 1761 Sophie Charlotte von Mecklenburg-Strelitz (1744–1818)                              |
| Maria von Großbritannien            |                                                                                           | | | | | | | |